# White Rabbit (Album)
White Rabbit ist ein Jazzalbum von George Benson. Es wurde im November 1971 aufgenommen und 1972 von CTI Records veröffentlicht. Der Titel des Albums bezieht sich auf den von Grace Slick geschriebenen Jefferson-Airplane-Song White Rabbit.

## Hintergrund
Auf White Rabbit spielte George Benson, unterstützt von namhaften Jazzmusikern wie Herbie Hancock, Ron Carter, Billy Cobham, Airto Moreira und dem damals erst siebzehnjährigen Earl Klugh, Souljazzversionen von damaligen Hits wie White Rabbit und California Dreamin’ mit spanischen Touch, vom Produzenten Creed Taylor und dem Arrangeur Don Sebesky mit großer Orchestrierung unterlegt.
2011 gab CTI eine remasterte Version zum 40-jährigen Jubiläum der Aufnahme heraus.

## Rezeption
John Kelman bewertete die Neuauflage des Albums bei All About Jazz zurückhaltend:

“An anomaly in Benson's catalogue, perhaps, and one with its fair share of weaknesses to offset its many strengths, this CTI Masterworks reissue of White Rabbit remains, in many ways, a curiosity that transitions between his more mainstream efforts and the soulful jazz/pop star he was about to become; not without its merits, but not essential either.”

„Vielleicht eine Anomalie in Benson’s Katalog, und mit seinem gerechten Anteil von Schwächen, um seine vielen Stärken auszugleichen, bleibt diese CTI Masterworks Neuauflage von White Rabbit in vielerlei Hinsicht ein Kuriosum, dass den Übergang zwischen seinen mehr dem Mainstream zuzuordnenden Bemühungen und dem souligen Jazz / Pop Star, der er im Begriff war zu werden, markiert; nicht ohne Wert, aber auch nicht unbedingt essentiell.“

Richard S. Ginell bewertete das Album bei Allmusic mit vier von fünf Sternen und schrieb:

“For George Benson's second CTI project, producer Creed Taylor and arranger Don Sebesky successfully place the guitarist in a Spanish-flavored setting full of flamenco flourishes, brass fanfares, moody woodwinds and such. …In this prime sample of the CTI idiom, everyone wins”

„Für George Bensons zweites CTI Projekt platzierten der Produzent Creed Taylor und der Arrangeur Don Sebesky den Gitarristen erfolgreich in einem Spanisch-angehauchtem Umfeld voller Flamencoschnörkel, Blechfanfaren, stimmungsvoller Holzbläser und so weiter… In diesem besten Beispiel eines CTI Idioms gewinnt jeder.“

In der Ausgabe des Penguin Guide to Jazz von 1994 bewerteten Richard Cook und Brian Morton das Album lediglich mit zwei Sternen und zählen White Rabbit mit Body Talk (1973) und Bad Benson (1974) zu den weniger gelungenen Produktionen aus dessen CTI-Phase, „eine furchtbar schwache Arbeit für jemanden, der einige Jahre zuvor bei Miles in the Sky [von Miles Davis] mitgewirkt hatte.“

## Titelliste
1. White Rabbit (Grace Slick) – 6:55
2. Theme from Summer of ’42 (Michel Legrand) – 5:08
3. Little Train (aus Bachianas Brasileiras No. 2) (Heitor Villa-Lobos) – 5:47
4. California Dreamin’ (John Phillips, Michelle Phillips) – 7:22
5. El Mar (George Benson) – 10:49